# PEN International
PEN International (PEN Club; ang. pen – pióro, oraz skrót pierwszych liter słów: Poets, Essayists, Novelists) – międzynarodowe stowarzyszenie pisarzy założone 5 października 1921 w Londynie przez Catherine Amy Dawson Scott, w celu promowania przyjaźni oraz intelektualnej współpracy pomiędzy pisarzami z całego świata. Kieruje się zasadą, że literatura spełnia istotną rolę w rozwoju współpracy międzynarodowej. Jest to organizacja niepolityczna i pozarządowa, związana z UNESCO oraz Komisją Ekonomiczno-Społeczną Narodów Zjednoczonych.
PEN Club składa się z oddziałów lokalnych, które reprezentują swoich członków, nie kraje. Członkostwo dostępne jest dla wszystkich wykwalifikowanych pisarzy, dziennikarzy, tłumaczy, historyków oraz wszystkich zaangażowanych na polu literatury niezależnie od narodowości, rasy czy religii. Każdy z członków musi podpisać regulamin PEN Clubu i tym samym go zaakceptować.

## PEN Club w Polsce
Polski Oddział PEN Clubu założył Stefan Żeromski w 1925 r., on także sprawował funkcję pierwszego prezesa. Po jego śmierci stanowisko to przejmowali kolejno:
- 1925–listopad 1925 Stefan Żeromski
- 1925–1926 Jan Lorentowicz
- 1927–1933 Ferdynand Goetel
- 1933–1978 Jan Parandowski
- 1978–1990 Juliusz Żuławski, w latach 1991−1999 prezes honorowy
- 1991–1996 Artur Międzyrzecki
- 1997–1999 Jacek Bocheński
- 1999–2001 Janusz Maciejewski
- 2001–2010 Władysław Bartoszewski, w latach 2010−2015 prezes honorowy
- 2010–2022 Adam Pomorski
- 2022–     Marek Radziwon[2]

Polscy delegaci (Tadeusz Boy-Żeleński i Jarosław Iwaszkiewicz) po raz pierwszy wzięli udział w Trzecim Światowym Kongresie w roku 1925 w Paryżu. W 1927 polskie centrum gościło Tomasza Manna, a gospodarzem Kongresu Światowego była Warszawa. Sekcja pisarzy żydowskich istniała do 1939 roku.
Okupacja Polski podczas II wojny światowej uniemożliwiła działalność organizacji, jednak Polski PEN Club działał w latach 1939–1946 na emigracji w Londynie pod przewodnictwem wiceprezes Marii Kuncewiczowej.
W 1947 r. PEN Club został reaktywowany w kraju pod prezesurą Jana Parandowskiego. Głównym Sekretarzem był Michał Rusinek, a jego następcą w 1972 r. Władysław Bartoszewski. W 1958 r. w Warszawie odbył się Międzynarodowy Zjazd Tłumaczy Literatury. W czasach PRL polski PEN Club zrzeszał pisarzy i artystów, spełniając funkcje biernego oporu wobec władzy.
Po wprowadzeniu stanu wojennego w 1981 r. spotkania odbywały się w obozach internowania. W 1983 przymusowo rozwiązano zarząd, który odmówił uznania władzy komisarycznej. Na podstawie porozumienia z Międzynarodowym Pen Clubem (International Pen Club) działalność polskiego oddziału zawieszono.